# Christian Christensen (løber)
 Der er flere personer med dette navn, se Christian Christensen.
Christian August Christensen "C/CC" (født 6. august 1876 i København, død 5. december 1956 i Søllerød) var en dansk løber, kapgænger og bogtrykker. Han var medlem af Københavns FF (Københavns IF) og klubbens formand 1903-1905 og 1916-1918.
Christensen kom i 1890 i lære hos Carl Hohlenbergs Bogtrykkeri og søgte i 1893 ind på det allerførste hold på den nyoprettede Fagskolen for Boghåndværk. Dér blev han landets første typograf. Han aflagde sin svendeprøve i 1895. Siden drog han på valsen. Efter hjemkomsten til København arbejdede han på Hans Langkjærs Trykkeri og gik siden endnu en tid på Fagskolen for Boghåndværk. Dernæst fulgte en studierejse til England. Rejsen bød også på et arbejdsophold i Leipzig. Ved hjemkomsten arbejdede han igen hos Langkjær og var dernæst en tid hos Kristian Kongstad i Fredensborg. Fra 1906 drev han i sit eget bogtrykkeri på Østerbrogade 35. Trykkeriet flyttede i 1913 til Politikens tidligere lokaler i Pilestræde 14.
Den 13. september 1896 var Christensen to minutter fra verdensrekorden på 100 km kapgang med tiden 11,39,45, hvilket var dansk rekord i 60 år. Året efter 8. august 1897 satte han i København verdensrekord på 50 km kapgang med tiden 5:33,54, men allerede en uge efter forbedrede han sin egen rekord med næsten tre og en halv minut til 5:30.26, rekorden fik han dog kun beholde i knapt en måned.
Han satte 1894-1997 syv danske rekorder i kapgang.
Begyndte helhjertet med mellemdistanceløb 1898 og blev dansk mester på 1 mile 1899.
Han vandt 1899 og 1900 den svenske Dicksonpokal.
Han deltog i OL 1900 i Paris og blev nummer 5 på 1500 meter med tiden 4.09.8 det var årets tiende bedste tid i verden. På 800 meter blev han nummer 5 i semifinalen og nåede ikke til finalen. Han vandt dog et handicap løb på 800 meter.
1903 løb han 10.000 meter på 35.56.2 hvilket var den 18. bedste tid i verden det år.
Efter OL i Paris vandrede Christensen og hans ven Theodor Reingaard gennem Frankrig over Pyrenæerne til Spanien langs Middelhavet til Italien helt ned til Napoli og gennem Schweiz og Tyskland hjem.

## Danske mesterskaber
- Sølv 1902 ½ mile
- Sølv 1901 1 mile 5:05.2
- Guld 1899 1 mile 4:48.0
- Sølv 1898 1 mile 4:58.3
- Bronze 1894 1 mile